# Рейнджер-1
Рейнджер-1 (англ. Ranger 1) — американская автоматическая межпланетная станция, запущенная 23 августа 1961 года, с мыса Канаверал ракетой-носителем Атлас-Аджена B. Основная цель запуска — отработка вывода аппаратов программы «Рейнджер». В целом запуск аппарата считается неудачным, так как не удалось осуществить повторное включение двигателя II ступени.

## Цели

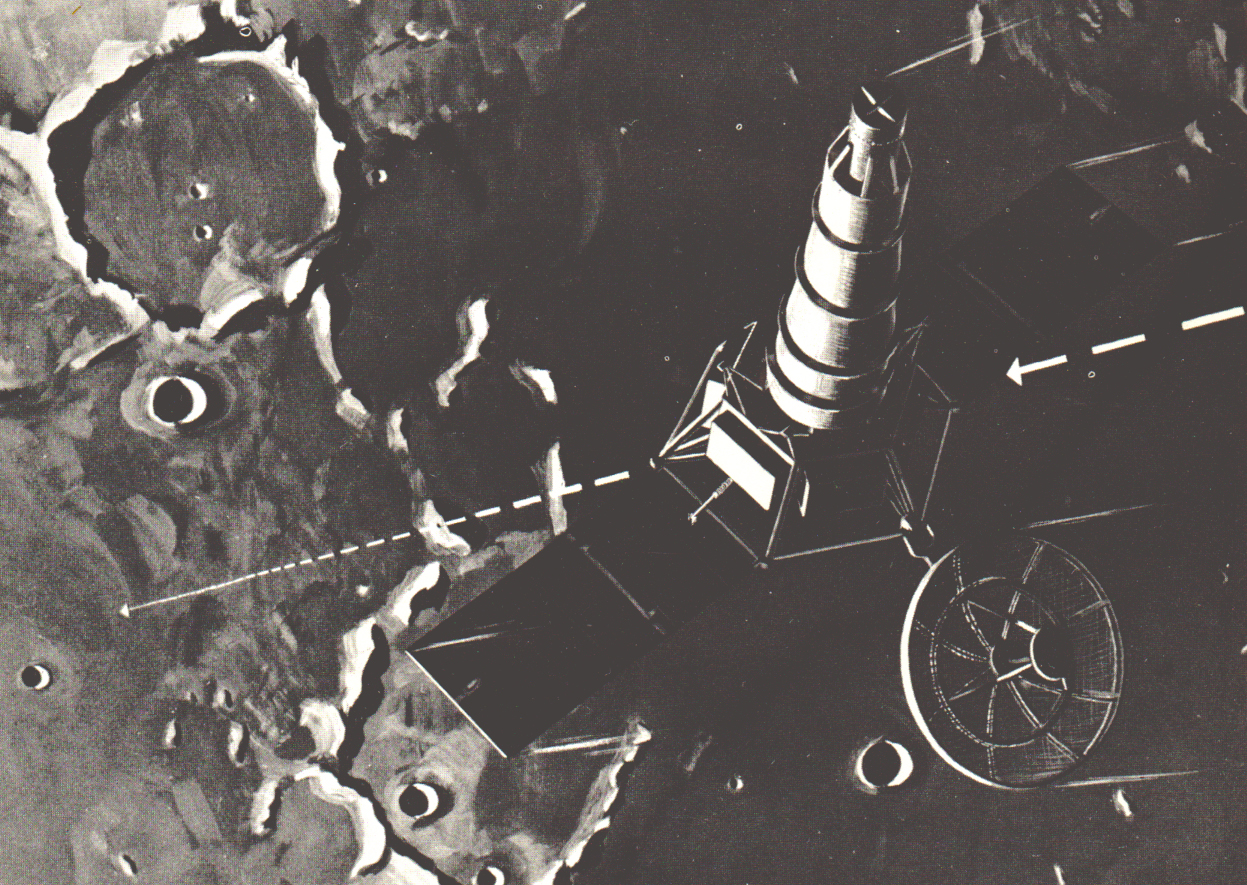
«Рейнджер-1» изучает Луну пролетая над её поверхностью в представлении художника

Над Рейнджером-1 были поставлены следующие научные задачи:
- Изучение распределения нейтрального водорода в геокороне.
- Изучение частиц низкой энергии в солнечной плазме.
- Исследование космической радиации.
- Изучение рентгеновского излучения Солнца.
- Регистрация метеорных частиц и излучения La.
- Измерение напряженности земного и межпланетного магнитных полей.
- Определение величины трения между различными металлами в условиях космического вакуума.

## Устройство

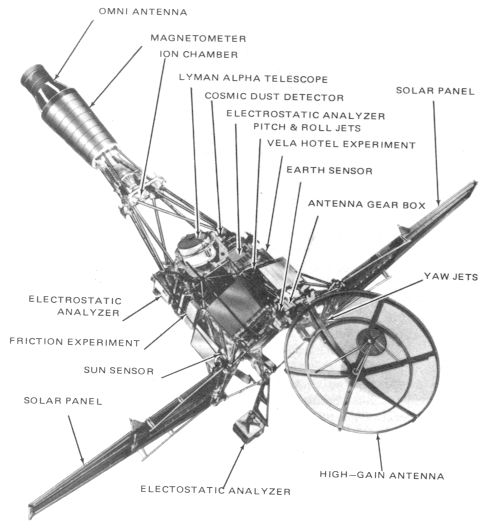
Нахождение научных приборов «Рейнджера-1»

Старт ракеты-носителя Атлас-Аджена B c «Рейнджером-1» на борту, 23 августа 1961 года

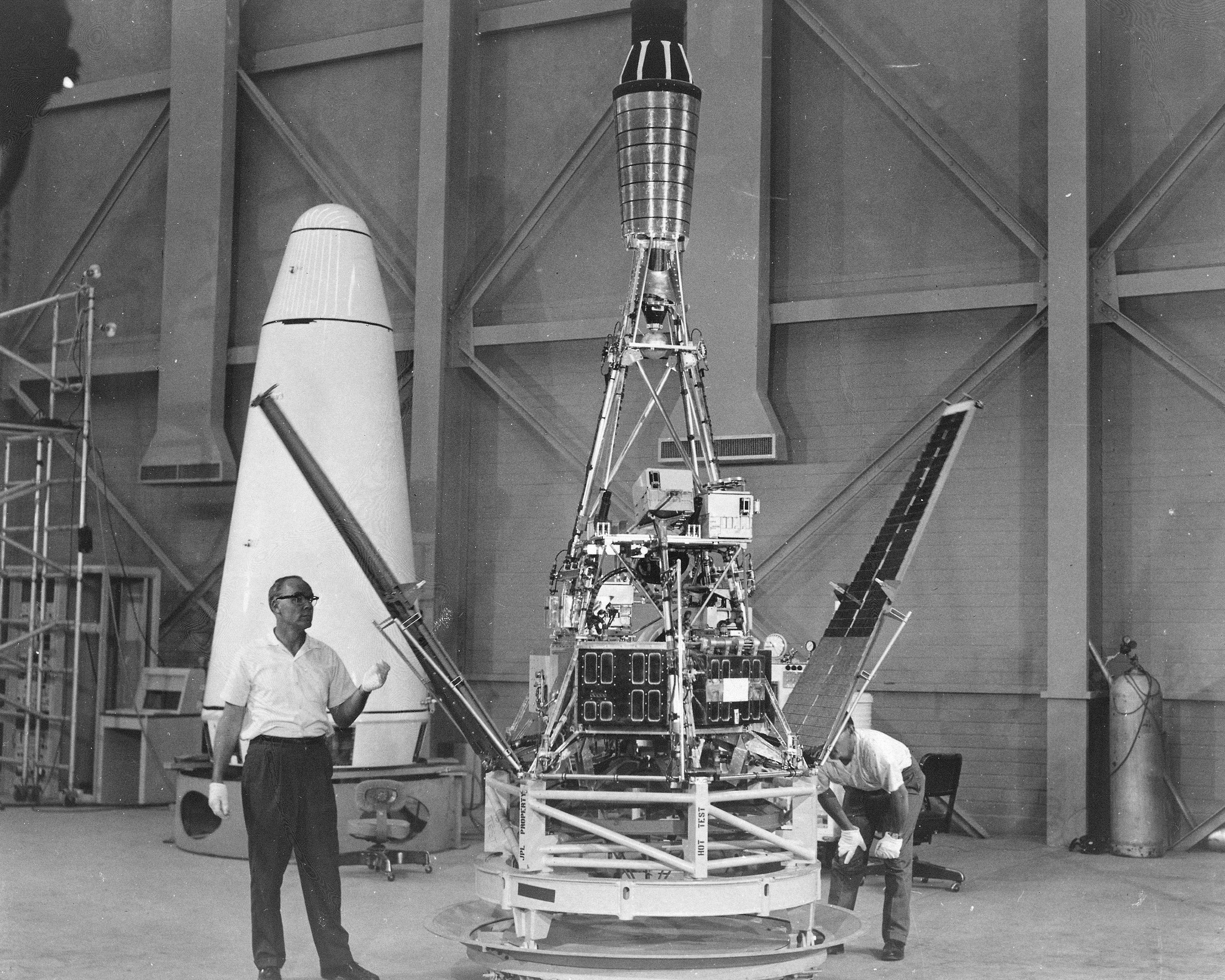
Работы над «Рейнджером-1» в Лаборатории реактивного движения

Аппарат состоит из каркаса — мачты ферменной конструкции, укрепленной на шестиугольном основании, к которому крепятся две панели с солнечными элементами, параболический отражатель, а также антенна с высоким коэффициентом усиления. Каркас изготовлен из сплава алюминия, основание — из хромоплатинового сплава с применением золота. Научные приборы закреплены на каркасе, а электроника аппарата находится в шести модулях.
Суммарная масса аппарата составляет 306,2 кг (каркас — 108 кг, научные приборы — 40 кг, электронное оборудование — 110 кг). Высота аппарата — 4 метра, размах развёрнутых солнечных батарей составляет 5,18 метров.
Система ориентации включает 6 датчиков направленных на Солнце и 3 датчика направленных в сторону Земли. Маневрирование аппарата осуществляется 10 реактивными соплами, работающих на сжатом азоте. Весь азот массой 1,1 кг хранится в сферическом баллоне диаметром 21 см под давлением 210 атмосфер. Датчики и управляющие реактивные сопла размещены в нижней части основания аппарата.
Аппарат питается от 2 панелей солнечных батарей общей площадью 1,8 м² с 8680 ячейками фотоэлектрических элементов суммарной мощностью 150 Вт. Масса панелей солнечных батарей составляет 23 кг. Электроэнергия накапливается в Серебряно-цинковом аккумуляторе весом 57 кг и мощность 9 кВт/час. Аккумулятор способен поддерживать работу систем аппарата в течение 2 дней.
Система связи включает 2 передатчика, всенаправленную и направленную антенны.
Образцы металлов, имеющие форму дисков, смонтированы на валу, приводимом в движение электромотором; при его вращении они трутся о неподвижные образцы полусферической формы. Всего должно было испытываться 80 различных комбинаций металлов.
Стерилизация аппарата не предусматривалась.

## Полёт
Запуск аппарата «Рэйнджер-1» состоялся 23 августа 1961 года с мыса Канаверал ракетой-носителем Атлас-Аджена B. Старт новой ракеты имел свои особенности. Вторая ступень ракеты-носителя должна была запускаться дважды: первый раз при выводе аппарата на «опорную» околоземную орбиту и второй раз при разгоне его до 2-й космической скорости. Но повторно включить двигатель ступени «Аджена» не удалось, и аппарат вышел на не расчетную орбиту с высотой апогея 446 км. 30 августа 1961 года аппарат вошёл в плотные слои атмосферы и сгорел.